# Sunderland
Sunderland es una ciudad y municipio metropolitano del Reino Unido, en Tyne y Wear (Nordeste de Inglaterra). Dispone de una población de 177 000 habitantes. Su área metropolitana tiene una población de 284 000 habitantes. Aparte de su puerto, se destaca por ser la única en Inglaterra que no tiene una catedral.

## Historia
Sunderland se fundó alrededor del siglo VI. Comenzó como el Monkwearmouth Monastry (Monasterio de Monkwearmouth). Hermanado al que está en Jarrow. Consiguió el título de ciudad en el siglo XVII, desde entonces comenzó a crecer rápidamente desde la Revolución Industrial.

## Deportes
La ciudad alberga al club de fútbol Sunderland AFC que se desempeña en la segunda división  de Inglaterra. Disputa sus encuentros de local en el  Stadium of Light con una capacidad para más de 48.000 espectadores.

## Ciudades hermanas
- Essen
- Washington D. C.
- Saint-Nazaire

## Gente de Sunderland
- David A. Stewart, músico, integrante de Eurythmics;
- Gareth Pugh, diseñador de indumentaria;
- Jordan Henderson, futbolista del Liverpool F.C;
- Charlotte Crosby, personaje de reality show.